# إليشا هاريس
إليشا هاريس (بالإنجليزية: Elisha Harris) هو سياسي أمريكي، ولد في 8 سبتمبر 1791 في كرانستون في الولايات المتحدة، وتوفي في 1 فبراير 1861 في كوفنتري في الولايات المتحدة. حزبياً، نشط في الحزب الجمهوري. وقد انتخب حاكم رود آيلاند ‏ (4 مايو 1847 – 1 مايو 1849).